# Groove Collective
Groove Collective  es una banda estadounidense de acid jazz, considerada entre las más representativas del movimiento

## Historia
Groove Collective fue formado en 1990 por tres antiguos miembros de la banda de baile Giant Steps, DJ Smash, el rapero Nappy G y el flautista Richard Worth, a quienes rápidamente se unieron el teclista Itaal Shur, el baterista Gengi Siraisi y el bajista Jonathan Maron. La apuesta musical de la banda atrajo la atención de reconocidos músicos de sesión neoyorquinos que se fueron incorporando poco a poco a la banda, como el vibrafonista Bill Ware, que en ese momento trabajaba para Steely Dan, el saxofonista Jay Rodríguez, el trombonista Josh Roseman, el trompetista Fabio Morguera o el percusionista Chris Teberge. 
Su debut discográfico tuvo lugar en 1993 con la edición de un álbum titulado, simplemente Groove Collective, un disco autoproducido que no tuvo excesiva repercusión. En 1996 lanzan al mercado su segundo trabajo, que con el título We the People no solo es considerado su mejor trabajo, sino también como uno de los mejores discos de acid jazz de la década. A este disco siguieron otros cuatro discos oficiales más, innumerables conciertos por los mejores festivales de jazz de todo el mundo y una sucesión interminable de músicos que pasaron por las filas del grupo, un verdadero colectivo que reúne a algunos de los mejores y más inquietos músicos de sesión de la ciudad de Nueva York. 
Tras algunos años de aparente inactividad y rumores sobre una supuesta disolución de la banda, el grupo recibe en 2007 una nominación a los premios Grammy en la categoría de Mejor álbum de Jazz Contemporáneo por su trabajo People People, Music Music y retoma su apretada agenda de conciertos.

## Valoración y Estilo
Considerada una de las más importantes bandas del movimiento acid jazz de mediados de los años 90, la música de Groove Collective aglutina algunas de las características más definitorias del estilo, como la integración de las armonías y arreglos del jazz con los ritmos bailables del soul, del funk y de la música de club. Sin embargo, la propuesta musical de la banda presenta asimismo o una serie de particularidades que desafían toda categorización: mientras la mayoría de las bandas del estilo se decantaban hacia una versión ligera y comercial de los presupuestos básicos del estilo, la música de Groove Collective siempre ha presentado un balance más favorable a la experimentación y a sus raíces underground, incluyendo con frecuencia largos solos y arriesgados arreglos que complacen por una parte al entendido de jazz de vanguardia y satisfacen, por otra parte las exigencias del aficionado a la cultura de club. 
La música de Groove Collective aglutina una enorme variedad de influencias, que van desde los ritmos programados del Hip hop o el House, a los ritmos afrocubanos, pasando por el Jazz-funk más experimental o el Hard-bop puro y duro. Grupos como Earth Wind & Fire, Fania All Stars, Parliament, Funkadelic, Headhunters, Sly and the Family Stone o artistas como Tito Puente, o Stevie Wonder han dejado un sello indeleble en el estilo de la banda. El enorme rango estilístico que caracteriza la música de este grupo viene perfectamente definido en la descripción que de sí mismos hacen sus propios integrantes, quienes se consideran una "Jam Band" y se autodefinen como : “funk, hip hop, jazz, jamming, Afro-Cuban, soul, dancers, DJs, tapers, jazzheads y club remixers en vivo”.

## Miembros

### Miembros actuales
- Genji Siraisi - batería
- Jonathan Maron - bajo
- Jay Rodríguez - saxo
- Chris Ifatoye Theberge - percusión
- Barney McAll - teclados
- Curtis Fowlkes - trombón
- Fabio Morgera - trompeta

### Miembros pasados
- Richard Worth - flauta
- Nappy G/ Gordon Clay - percusión
- Itaal Shur - teclados
- Bill Ware - vibráfono
- David Jensen- saxo
- Josh Roseman - trombón

### Colaboradores
- Adam Rogers - guitarra
- Mark Anthony Jones - guitarra
- Ettienne Stedgwick - teclados
- Victor Axelrod - teclados

## Discografía
- Groove Collective (Reprise Records, 1993) US Jazz #20[7]
- We the People (GRP Records, 1996) US Jazz #20
- Dance of the Drunken Master (Shanachie Records, 1998) US Jazz #22
- Declassified (Shanachie, 1999)
- It's All in Your Mind (Shanachie, 2001)
- Brooklyn, NY 04.20.02 (álbum en vivo) (Kufala Records, 2002)
- People People Music Music (Savoy Records, 2006)
- PS1 Warm Up:Brooklyn, NY, July 2nd, 2005 (álbum en vivo) (Kufala, 2007)